# Defenders of the Faith
Defenders of the Faith é o nono álbum de estúdio da banda de heavy metal, Judas Priest lançado em 1984. Este álbum é considerado um clássico do estilo heavy metal com sons pesados, rápidos e harmônicos.
Foram gravados videoclipes para as músicas "Freewheel Burning" e Love Bites".
Na época de seu lançamento gerou uma controvérsia com a canção "Eat me Alive", que foi colocado na terceira posição da lista Filthy Fifteen criada pela organização Parents Music Resource Center, que de acordo com eles, falava sobre fazer sexo oral com uma pistola.
Em 2001 foi remasterizado com duas faixas extras: "Turn On Your Light" gravada durante as sessões de Turbo e uma versão ao vivo de "Heavy Duty/Defenders Of The Faith", que foi gravado em Long Beach (Califórnia), em 1984. Em março de 2015 por ocasião do seu 30º aniversário, foi lançada uma publicação especial, que incluía um álbum duplo ao vivo. Esta gravação foi realizada em 5 de maio de 1984 no Long Beach Arena, em Long Beach, originalmente transmitido por uma estação de rádio local.

## Antecedentes
Poucos dias depois da apresentação no US Festival, na Califórnia, a banda voltou para Ibiza Studios na Espanha, para escrever novas canções para um possível novo álbum de estúdio. Em Junho de 1983, instalados na cidade de Ibiza, eles descobriram que o estúdio tinha problemas financeiros e que muitos equipamentos necessários para a gravação estavam escassos.
De acordo com uma entrevista dada por Rob Halford, para o revista Revolver, em setembro de 2003, ele disse que há dias que nada podiam fazer porque os técnicos do estúdio não tinham recebido seu salário. Também disse que o selo emprestou dinheiro para o proprietário do estúdio para que a banda pudesse gravar, ainda que em condições precárias já que os técnicos tinham levado alguns dos equipamentos de gravação como compensação por não terem recebido pagamento.

## Gravação e acidente de K.K
Depois de chegar a um acordo entre os técnicos, o proprietário do rótulo de estúdio e gravadora, a banda poderia começar a gravar em julho de 1983 e culminou em meados de agosto. Em seguida, entre setembro e novembro eles se mudaram para Miami, especificamente para a DB Recordings Studios e Bayshore Recordings Studios, onde iniciaram o processo de mixagem. Ali também decidiram que o título do álbum seria Keep The Faith, mas depois optaram pela atual baseada na canção " Defenders Of The Faith " e em uma entrevista com K. K. Downing realiazada por Rockline Downing, ele disse: " O significado do título é que o Heavy Metal é a nossa fé, como é para todos que o segue. Estamos defendendo a nossa fé contra os incrédulos.". Finalmente no final de novembro, todas as canções estavam mixadas no Sterling Studios, em Nova Iorque.
Apesar do fato de que o processo de gravação em si foi um sucesso, o guitarrista K. K. Downing sofreu um grave acidente que quase lhe custou a vida. Quando eles estavam ainda na cidade espanhola de Ibiza, ele e o engenheiro de som, Mark Dodson, se dirigiram a uma boate e quando saíram do estabelecimento, Downing foi atropelado por um táxi. Segundo testemunhas, antes dele chegar a uma esquina o táxi lhe atropelou de frente jogando-lhe a vários metros de distância. De acordo com Glenn Tipton, o guitarrista foi levado ao hospital consciente, mas com fraturas graves que lhe custaram várias semanas de descanso antes de voltar a gravar.

## Lançamento e promoção
| Críticas profissionais                                                      | Críticas profissionais |
| Avaliações da crítica                                                       | Avaliações da crítica  |
| Fonte                                                                       | Avaliação              |
| --------------------------------------------------------------------------- | ---------------------- |
| allmusic                                                                    | [ 1 ]                  |
| Rolling Stone                                                               | [ 2 ]                  |
| Esta tabela precisa de ser acompanhada por texto em prosa. Consulte o guia. |                        |

Foi lançado oficialmente em 04 janeiro de 1984 no Reino Unido pela CBS Records e poucos dias depois atingiu o número dezenove no UK Albums Chart. No mesmo dia também foi lançado nos Estados Unidos pela Columbia Records, onde alcançou o décimo oitavo lugar na Billboard 200. Dois meses depois, ele recebeu um disco de ouro pela Recording Industry Association of America e em 1988 recebeu platina depois de vender mais de um milhão de cópias no país.
Para promovê-lo três canções foram lançadas como singles; "Freewheel Burning", que foi lançado em dezembro de 1983 e alcançou a posição quarenta e dois na UK Singles Chart, "Love Bites " lançada no início de 1984 e "Some Heads Are Gonna Roll" lançada em março do mesmo ano. No início de janeiro começou a sua turnê promocional chamada de Metal Conqueror Tour, que se destacou por ter os levado pela primeira vez para um show na Espanha e porque em vários de seus concertos foram tocadas todas as músicas do álbum, exceto "Eat me Alive".

## Capa
Sua capa foi projetada pela banda e o desenho na sua parte prática foi trabalho de Doug Johnson, o mesmo artista que criou o pássaro de metal chamado The Hellion em Screaming for Vengeance. O personagem que aparece sobre esta capa é chamado de Metallian, uma criatura semelhante a um tigre, com chifres de carneiro e corpo com o formato de um tanque, criado pelos membros do banda. De acordo com Downing, precisavam de uma capa chamativa, refletindo o título do disco e, portanto, criado o Metallian como um defensor do Heavy metal.
Como em Screaming for Vengeance, na sua contracapa está escrita um pequeno trecho com a ideia de contar uma breve história desta criatura:
" Emerge das trevas, onde o inferno não tem piedade e os ecos dos gritos de vingança estarão para sempre. Apenas aqueles que mantém a sua fé irão escapar da ira de Metallian... mestre de todo Metal."

## Faixas
Todas as canções foram compostas por Rob Halford, K.K. Downing e Glenn Tipton, exceto "Some Heads Are Gonna Roll".
| Lado 1 |                       |         |  |
| N.º    | Título                | Duração |  |
| 1.     | "Freewheel Burning"   | 4:22    |  |
| 2.     | "Jawbreaker"          | 3:25    |  |
| 3.     | "Rock Hard Ride Free" | 5:34    |  |
| 4.     | "The Sentinel"        | 5:04    |  |

| Lado 2 |                                                |         |  |
| N.º    | Título                                         | Duração |  |
| 5.     | "Love Bites"                                   | 4:47    |  |
| 6.     | "Eat Me Alive"                                 | 3:34    |  |
| 7.     | "Some Heads Are Gonna Roll" (Bob Halligan, Jr) | 4:05    |  |
| 8.     | "Night Comes Down"                             | 3:58    |  |
| 9.     | "Heavy Duty"                                   | 2:25    |  |
| 10.    | "Defenders of the Faith"                       | 1:30    |  |

| Faixas bônus de 2001 | |         |  |
| N.º                  | Título | Duração |  |
| 11.                  | "Turn On Your Light" (gravado durante sessões de 1985 do Turbo)                                              | 5:23    |  |
| 12.                  | "Heavy Duty/Defenders of the Faith" (Ao vivo no Long Beach Arena, Long Beach, Califórnia; 5 de maio de 1984) | 5:26    |  |

| 30th Anniversary Edition - Disco 1 |                                               |         |  |
| N.º                                | Título                                        | Duração |  |
| 1.                                 | "Love Bites"                                  | 5:16    |  |
| 2.                                 | "Jawbreaker"                                  | 3:57    |  |
| 3.                                 | "Grinder"                                     | 4:30    |  |
| 4.                                 | "Metal Gods"                                  | 4:20    |  |
| 5.                                 | "Breaking the Law"                            | 2:57    |  |
| 6.                                 | "Sinner"                                      | 8:11    |  |
| 7.                                 | "Desert Plains"                               | 5:04    |  |
| 8.                                 | "Some Heads Are Gonna Roll" (Bob Halligan Jr) | 4:30    |  |
| 9.                                 | "The Sentinel"                                | 6:07    |  |
| 10.                                | "Rock Hard Ride Free"                         | 6:04    |  |

| 30th Anniversary Edition - Disco 2 |                                                           |         |  |
| N.º                                | Título                                                    | Duração |  |
| 1.                                 | "Night Comes Down"                                        | 4:28    |  |
| 2.                                 | "The Hellion"                                             | 0:39    |  |
| 3.                                 | "Electric Eye"                                            | 3:33    |  |
| 4.                                 | "Heavy Duty"                                              | 2:33    |  |
| 5.                                 | "Defenders of the Faith"                                  | 2:37    |  |
| 6.                                 | "Freewheel Burning"                                       | 4:39    |  |
| 7.                                 | "Victim of Changes" (Al Atkins, Downing, Halford, Tipton) | 9:43    |  |
| 8.                                 | "The Green Manalishi" (Peter Green)                       | 5:46    |  |
| 9.                                 | "Living After Midnight"                                   | 4:50    |  |
| 10.                                | "Hell Bent For Leather" (Tipton)                          | 5:55    |  |
| 11.                                | "You've Got Another Thing Comin'"                         | 8:51    |  |

## Formação
- Rob Halford: Vocais
- Glenn Tipton: Guitarras
- K.K. Downing: Guitarras
- Ian Hill: Baixo
- Dave Holland: Bateria

## Desempenho comercial
| Parada musical (1984–2015)            | Posições |
| ------------------------------------- | -------- |
| Austrália (ARIA)                      | 90       |
| Áustria (Ö3 Austria Top 40)           | 51       |
| Bélgica (Ultratop Flandres)           | 85       |
| Bélgica (Ultratop Valônia)            | 138      |
| Países Baixos (Dutch Charts)          | 27       |
| Finlândia (Suomen virallinen lista)   | 46       |
| França (SNEP)                         | 142      |
| Alemanha (Offizielle Deutsche Charts) | 21       |
| Noruega (VG-lista)                    | 17       |
| Suécia (Sverigetopplistan)            | 2        |
| Suíça (Schweizer Hitparade)           | 12       |
| Reino Unido (UK Albums Chart)         | 19       |
| Estados Unidos (Billboard 200)        | 18       |